# Ружинське князівство
Ружинське князівство — невеличке удільне васальне князівство 15-17 ст. у Великому князівстві Литовському (від 1569 — Речі Посполитій). Являло володіння на Волині з центром у замку Ружин. Перебувало у власності гілки роду Ружинських.

## Історія
Час утворення князівство достеменно невідомий. Ймовірно в якості уділу нащадки Олександра Наримунтовича отримало Ружинське князівство у 1450-х роках. За ним стали вподальшому називатися Ружинськими. У 1490-х роках Ружинське князівство об'єднано з Роговицьким. Після смерті князя Михайла Івановича перебувало у спільному володінні його синів Іван, Василя та Федора.
З огляду на невеличкі володіння та статки власники князівства фактично перейшли на службувеликих магнатів та королів Речі Посполитої. В цей час князівство втратило будь-який автономний статус. Водночас 1570-х роках Ружинське князівство зазнало жорстоких нападів кримських татар. Це спонукало князів налагодити стосунки з запорозькими козаками (5 представників роду Ружинських були гетьманами козаків). В подальшому князівство Ружинське стало базою уборотьбі проти повстанців на чолі із Северином Наливайко.
Намагання здобути статтки для розширення своїх володінь спонукали власників Ружинського уділу до участі в походах Лжедмитрія I і Лжедмитрія II. У 1610 році після смерті останнього представника Ружинських — князя Романа — князівство припинило існування. було розділено між Свірзькими, Костюшковичами, Набеляками.